# Solignano
Solignano (emilián nyelven Solgnàn) település Olaszországban, Emilia-Romagna régióban, Parma megyében. Lakosainak száma 1713 fő (2023. január 1.). Solignano Berceto, Fornovo di Taro, Terenzo, Valmozzola, Varano de’ Melegari és Varsi községekkel határos.

## Népesség
A település lakossága az elmúlt években az alábbi módon változott:
| Lakosok száma | 1773 | 1767 | 1713 |
|               | 2017 | 2018 | 2023 |